# 亨克爾Wespe戰鬥機
亨克爾 Wespe是第二次世界大戰末期由納粹德國空軍所開發的垂直起降式戰鬥機。雖然它的設計已經完成，但試作機在最後因戰爭末期德國內部的資源不足而沒有製造。Wespe跟亨克爾開發的另一款垂直起降機Lerche兩者互為姊妹案，兩者的設計概念大致相同，只是在細節的部分有許多不同，另外Lerche的體積也比Wespe要大。

## 主要性能參數
- 乘員：1
- 製造商：納粹德國亨克爾
- 全長：6.20公尺
- 翼展：6.30公尺
- 全高: 2.03公尺
- 最大起飛重量：2,200 kg
- 發動機：
- 極速：800 km/hr(高度6,000 m)
- 航程：650 km
- 武裝: 2挺 30 mm MK 108 cannons